# Chiềng Dong
Chiềng Dong là một xã thuộc huyện Mai Sơn, tỉnh Sơn La, Việt Nam.
Xã Chiềng Dong có diện tích 31,27 km², dân số năm 1999 là 1935 người, mật độ dân số đạt 62 người/km².